# Мак-Алпайн
Мак-Алпайн (англ. MacAlpine Lake) — озеро на территории Нунавут в Канаде. Расположено на севере материковой части территории. Одно из больших озёр Канады — площадь водной поверхности 421 км², общая площадь — 447 км². Высота над уровнем моря — 176 метров. Основное питание от близлежащих рек и озёр в основном с юго-запада и юга. Сток из восточной части озера на север по реке Парри в залив Куин-Мод. Озеро находится на территории огромного заповедника Куин-Мод Галф Берд (Queen Maud Gulf Migratory Bird Sanctuary), созданного для охраны водоплавающих птиц, мигрирущих в этот район в летний период (в основном диких гусей, которых прилетает сюда на гнездовье около полумиллиона).